# Zoltán Rátóti

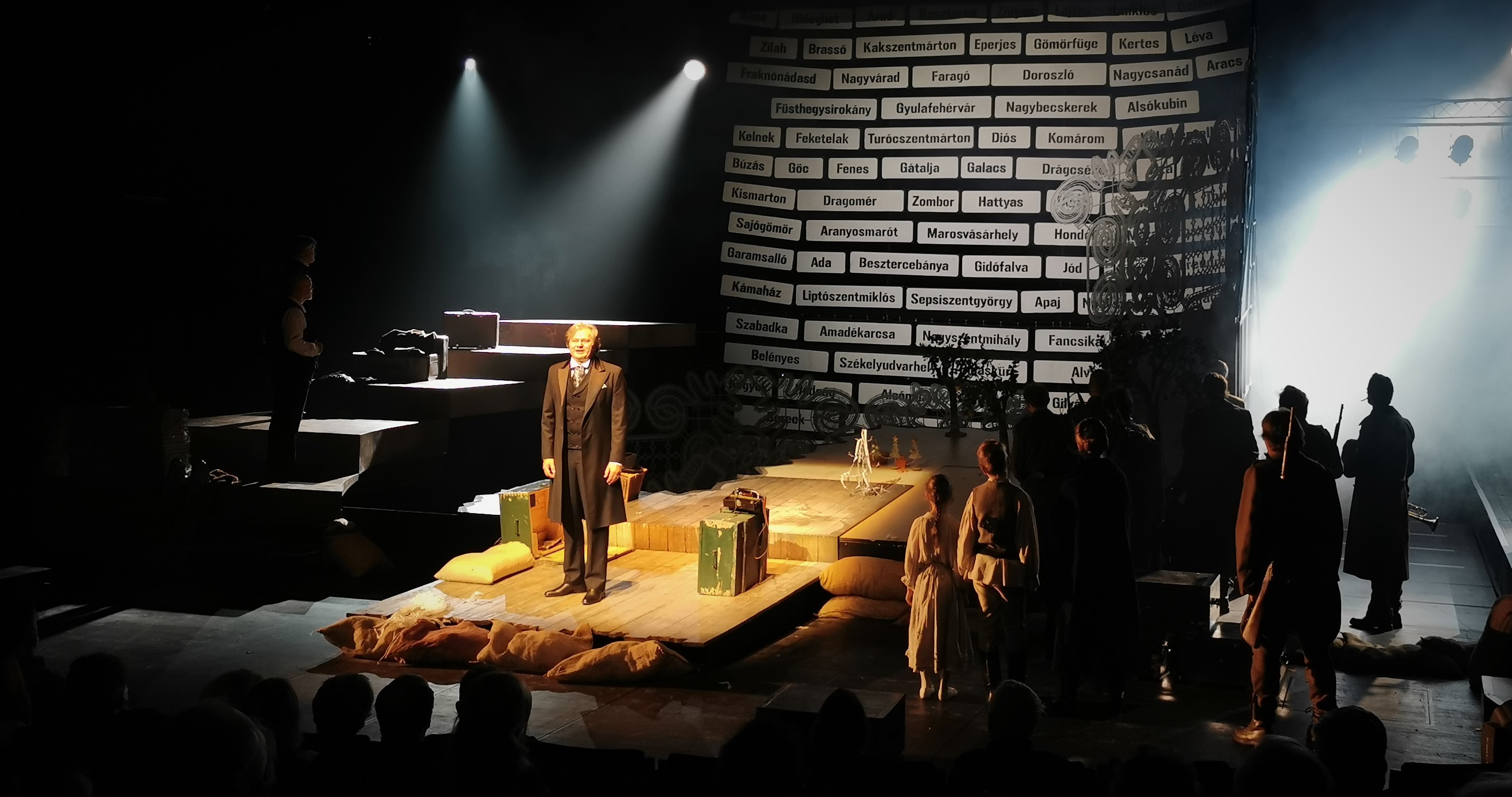
Zoltán Rátóti

Zoltán Rátóti (Cegléd, 19 agosto 1960) è un attore e artista ungherese.

## Biografia
Zoltán Rátóti figlio di István Rátóti e Mária Bicskei. Dal 1979 ha frequentato il College of Theatre and Film Arts, dove si è diplomato nel 1983, nella classe di István Horvai. 
Tra il 1983 e il 1989 ha suonato al Teatro József Attila. Nel 1990-91 è stato attore al Gergely Csiky Theatre di Kaposvár. 
Tra il 1991 e il 1996 è stato membro del Teatro da camera di Budapest. Dal 1996 al 2000 è stato un artista freelance. 
Tra il 2000 e il 2002 è stato membro del Teatro Szigliget di Szolnok. Dal 2004 al 2011 è stato attore al Teatro Nazionale. 
Nel 2006 e nel 2010 è stato eletto sindaco della contea di Zala Magyarföld. Dalla stagione 2010/2011 al 2016 è stato direttore del Teatro Gergely Csiky di Kaposvár. 

## Filmografia

### Cinema
- Vacanza a Seleburd (1987)
- Diario dei miei amori (1987)
- Sangue leggero (1989)
- Diario per mio padre e mia madre (1990)
- Ops (1992)
- Lement una luna (1992)
- Cambio di ruolo (1994)
- La Bestia Rossa (1995)
- Le tre guardie del corpo in Africa (1996)
- Europa Express (1998)
- Università fuligginosa (1998)
- L'uomo del ponte (2002)
- Condizioni misteriose (2002)
- Generazioni tra loro (2002)
- Tutte le anime si abbracciano a Natale (2003)
- Il colore della felicità (2003)
- pescatore (2004)
- La vita di un agente (2004)
- Miraq (2005)
- Solo sesso e nient'altro (2005)
- Piano (2006)
- Fuoco su di me, regia di Lamberto Lambertini (2006)
- Mira al mio cuore (2006)
- Cattività (2008)
- Benyovszky (2008)
- Trasmissione (2009)
- Puntura di spillo (2009)
- I figli del drago verde (2010)
- Il mio tesoro (2017)
- Papà Pia (2017)
- Budapest Noir (2017)
- L'uccisione di Louis Fabian (2019)
- Anima di carta (cortometraggio) (2019)
- Il discorso - Apponyi in difesa della causa ungherese (2020)

### Televisione
- ruggine bianca (1980)
- Gergely Csiky: Bolle (1983)
- Linda (1986)
- Otto stagioni 1-8. (1987)
- Apple o l'altro killer (1987)
- Spezie e delizie (1988)
- Insisto sull'amore (1988)
- ministro (1988)
- Incontri a Budapest (1989)
- Coscienza (1989)
- Gul Baba (1989)
- notte (1989)
- Lavarsi le mani (1990)
- Io non divorzio (1992)
- Stalin (1992)
- Commedie sui cani (1992)
- Vecchiaia 1-22. (1993)
- Piccola città (1994-2001)
- Vicini (1994-1999)
- Il bacio della musa (1998)
- I cinque poliziotti (1999)
- Comici (2000)
- I racconti del millennio (2000)
- Finalmente è estate! (2002)
- Racconto il mio racconto in poesia (2004)
- Jómodor @ huu (2004)
- Immagini di vita (2004-2009)
- Capitoli del Libro delle Virtù (2005)
- Il terzo ragazzo (2006)
- Foto del libro (2006)
- La tentazione (2007)
- Guerra d'indipendenza a Sibiu (2007)
- Laureati (2013)
- Kossuthkifli (2014)
- Maria Teresa (2018)